# Didymellaceae
Didymellaceae is een familie van de  Ascomyceten. Het typegeslacht is Didymella.

## Geslachten
Volgens Index Fungorum bestaat de familie uit de volgende geslachten:
- Allophoma –Anthodidymella –Ascochyta –Boeremia –Calophoma –Cumuliphoma –Dactuliochaeta –Didymella –Didymellocamarosporium –Didysimulans –Ectophoma –Endocoryneum –Epicoccum –Heracleicola –Heterophoma –Juxtiphoma –Leptosphaerulina –Macroventuria –Microsphaeropsis –Mixtura –Monascostroma –Neoascochyta –Neodidymella –Neodidymelliopsis –Neomicrosphaeropsis –Nothophoma –Paraboeremia –Peyronellaea –Phoma –Phomatodes –Piggotia –Pithomyces –Platychora –Pseudohendersonia –Remotididymella –Similiphoma –Stagonosporopsis –Vacuiphoma –Xenodidymella